# Џумеира груп
Џумеира груп (енгл. Jumeirah Group) међународни је ланац високолуксузних хотела и део Дубаи холдинга који је у власништву Владе Дубаија. У почетку компанија се звала Џумеира интернашонал груп али је после реструктурирања променила назив. Ланц је добио име по Џумеири. Седиште компаније налази се у Дубаију у Уједињеним Арапским Емиратима.
Неки од најпознатијих светских хотела у власништву Џумеира груп су Џумеира бич хотел, Бурџ ел Араб и Џумеира емиратс тауер. Под њеном управом су Вајлд вади вотерпарк и Емиратска академија хотелског менаџмента. Иако је већина Џумеириних хотела саграђена у Дубау, 2007. компанија је почела да се шири на друге земље. Поред САД и Велике Бритеније у још преко десет држава изграђени су луксузни хотелски комплекси.

## Слике
- Мединат Џумеира
- Вилд вади вотерпарк са Џумеира бич хотела
- Џумеира есикс хаус из Сентрал парка